# 培根雜色鱂
培根雜色鱂為輻鰭魚綱鯉齒目鯉齒亞目鯉齒鱂科的其中一種，分布於中美洲巴哈馬的淡水流域，體長可達3.5公分，棲息在中底層水域，可作為觀賞魚。

## 擴展閱讀
維基物種上的相關：培根雜色鱂